# Martina (Graugans)
Martina (* 1935 in Altenberg bei Wien; Todestag und -ort unbekannt) war die erste Graugans (Anser anser), die unter der Obhut des österreichischen Zoologen und Ethologen Konrad Lorenz erbrütet und auf ihn geprägt wurde. In zahlreichen wissenschaftlichen Veröffentlichungen, die Lorenz zwischen 1939 und 1988 veröffentlichte, nahm er Bezug auf dieses Tier. Die Zeit schrieb 2014, eine Kurzgeschichte aus dem Jahr 1949 über „Das Gänsekind Martina“ sei „der prägende Aufsatz von Konrad Lorenz über die Prägung“ gewesen, und Der Standard hatte bereits 2011 angemerkt, Martina sei durch diese in zahlreiche Sprachen übersetzte Kurzgeschichte „unsterblich und weltberühmt“ geworden. In einem Artikel über die Verleihung des Medizin-Nobelpreises an Konrad Lorenz im Jahr 1973 schrieb Der Spiegel unter der Überschrift Gans groß gefeiert: „Die Geschichte von Konrad Lorenz und seiner Graugans Martina ist allgemein bekannt.“ Tatsächlich legte Martina den Grundstein für die Nobelpreisverleihung, denn in der Begründung des Nobelkomitees hieß es, Lorenz erhalte die Auszeichnung, weil er in den 1930er-Jahren aufgezeigt habe, „dass Vögel, die ohne Anwesenheit ihrer Eltern in einem Brutapparat schlüpfen, demjenigen folgen, was sie als Erstes zu Gesicht bekommen. Zum Beispiel können sie auf einen Menschen fixiert werden.“

## Martinas Prägung auf Lorenz
In ihrer Lorenz-Biographie zitieren die beiden Autoren Klaus Taschwer und Benedikt Föger aus einem unveröffentlichten Manuskript, in dem Konrad Lorenz 1989, kurz vor seinem Tod, erwähnte, dass eines der ersten Bücher, das ihm als Kind vorgelesen wurde, Die wunderbare Reise des kleinen Nils Holgersson mit den Wildgänsen gewesen sei. Auch habe er 1909, kurz bevor er eingeschult wurde, zwei frisch geschlüpfte Hausenten-Küken aufgezogen, weswegen – wie er sich 80 Jahre später erinnerte – sein „intimer Umgang als Ersatzentenmutter“ mit „Pipsa und Pupsa“ ihn gelehrt habe,

„daß die jungen Enten, die mir so getreulich nachfolgten wie normalerweise ihrer leiblichen Mutter, vom menschlichen Standpunkt aus gesehen ganz erstaunlich dumm waren, z.B. daß sie trotz ihrer Anhänglichkeit nie imstande waren, ihre eigenen Namen zu kennen.“

In der Einleitung zu seinem Buch Hier bin ich – wo bist du? Ethologie der Graugans schrieb Lorenz 1988,

„die Liebe zu den Anatiden [Entenvögeln], die damals von mir Besitz ergriffen hat und die mich heute noch erfüllt, ist vielleicht eine gute Illustration dafür, daß auch beim Menschen irreversible Prägungen vorkommen können.“

Allerdings waren die Enten nur ein Ersatz für die eigentlich gewünschten Wildgänse, da Lorenz’ Mutter aus Sorge um ihre Salatkulturen keine Gänse im Garten duldete. Lorenz’ „dauerhafte Prägung auf Enten“ habe jedoch nicht verhindert, dass sein „großer Wunsch nach Graugänsen wachblieb“. 1935, als er bereits eines seiner wissenschaftlichen Hauptwerke – Der Kumpan in der Umwelt des Vogels – in Druck gegeben hatte, beschaffte er sich 20 Grauganseier und ließ jeweils zehn Eier von einer weißen Hausgans und von einer Pute ausbrüten. Nach 27 Tagen legte er die Eier der Pute in einen Brutapparat, und zwei Tage später beobachtete er – wie er 1949 berichtete – das Schlüpfen des ersten Kükens:

„Meine erste kleine Graugans war also auf der Welt, und ich wartete, bis sie unterm elektrischen Heizkissen, das den wärmenden Bauch der Mama ersetzen mußte, so weit erstarkt war, daß sie den Kopf aufrecht zu tragen und ein paar Schrittchen zu gehen imstande war.“

Noch am gleichen Tag, schrieb Lorenz 1949, habe das Gänsekind „in feierlicher Taufe den Namen Martina“ erhalten, wobei dieses Küken „keineswegs nach dem Heiligen Martin, sondern nach unserer Freundin Martina benannt worden war.“
1935 war Lorenz das Phänomen der Nachfolgeprägung sowohl aus eigener Erfahrung als Schüler, aber auch aufgrund seiner Kenntnis der Schriften von Oskar Heinroth bekannt, der bereits 1911 diese Verhaltensweise beschrieben hatte und auf den Lorenz sich in seiner Studie Der Kumpan in der Umwelt des Vogels mehrfach als geistigen Ziehvater bezieht. Dennoch stellte Lorenz die bei Martina beobachtete Prägung auf ihn im Jahr 1988 als Zufallsgeschehen und abweichend von seiner Beschreibung im Jahr 1949 dar:

„Ich beabsichtigte, alle 20 Gössel von der Hausgans führen zu lassen, was wohl angegangen wäre. Es kam aber anders, man muß sagen, zum Glück! Als das erste Gänsekind geschlüpft und trocken war, konnte ich der Versuchung nicht widerstehen, das reizende Wesen unter der Amme hervorzuholen und näher zu betrachten. Währenddessen schaute es mich an und stieß nach einiger Zeit das laute einsilbige ‚Pfeifen des Verlassenseins‘ aus, das ich nach meiner Vorbildung durch Hausenten ganz richtig als Weinen zu deuten wußte. Daher antwortete ich mit einigen beruhigenden Tönen. […] Schließlich hatte ich genug vom Baby-sitting, steckte das Gänschen zurück unter den Flügel der brütenden Graugans und wollte weggehen. Ich hätte es besser wissen müssen. Kaum hatte ich mich einige Schritte entfernt, ertönte unter der Weißen heraus ein fragendes leises Wispern, auf das die Hausgans programmgemäß mit dem Stimmfühlungslaut ‚Gang gang gang‘ antwortete. Doch anstatt sich daraufhin zu beruhigen, wie dies jedes Gänsekind getan hätte, das nicht den Erfahrungen meiner kleinen Gans ausgesetzt gewesen war, kam diese entschlossen unter dem Bauch ihrer Amme hervorgekrochen, sah mit schiefgestelltem Kopf mit einem Auge zu ihr empor und lief laut weinend von ihr weg. […] Begreiflicherweise rührte es mich in höchstem Maße, wie das arme Kind laut weinend hinter mir herkam, zwar noch stolpernd und sich manchmal überkugelnd, aber mit erstaunlicher Geschwindigkeit und einer Entschlossenheit, deren Bedeutung nicht mißzuverstehen war: Mich, nicht die weiße Hausgans, betrachtete es als seine Mutter.“

In den folgenden Monaten lebte Martina bei Lorenz, schlief in seinem Schlafzimmer, flog später frei umher und kam fast zwei Jahre lang stets wieder zu ihm zurück. Als erwachsene Graugans paarte sie sich mit einem Ganter namens Martin, der ebenfalls in Altenberg bei Wien von einer Hausgans erbrütet worden war – und 1937, kurz nach der Geschlechtsreife, flogen Martina und Martin für immer davon. Die erste öffentliche Erwähnung von Martina erfolgte im gleichen Jahr, Anfang Dezember 1937, in einem unterhaltsamen Essay im Neuen Wiener Tagblatt unter dem Titel „Dumme Gans“.

## Verhalten als Ergebnis der Stammesgeschichte
In ihrer 2011 veröffentlichten Analyse der Publikationen von Konrad Lorenz über die Gans Martina hat die Schweizer Wissenschaftshistorikerin Tania Munz die unterschiedlichen Darstellungen der Annäherung von Lorenz an seine Wildgänse nachvollzogen und vier Phasen unterschieden. Zugleich argumentiert sie, dass insbesondere Lorenz’ anschauliche Schilderungen des Verhaltens von Martina wesentlich dazu beitrugen, „seine Wissenschaft und sein Bild in der Öffentlichkeit“ zu etablieren.
Den Beginn von Phase 1 datierte Munz ins Jahr 1935, beginnend mit der Veröffentlichung seiner Publikation Der Kumpan in der Umwelt des Vogels, die als eines seiner wissenschaftlichen Hauptwerke gilt. Dort spielte das Verhalten der Wildgänse noch eine untergeordnete Rolle, denn Lorenz erwähnt, dass seinen Beobachtungen nur die genaue Kenntnis von zwei Wildgänsen zugrunde liegt, die er bereits als Erwachsene vom Schönbrunner Zoo erhalten und bei sich aufgenommen hatte, wohl aber u. a. der Umgang mit 15 Seidenreihern, 32 Nachtreihern, vielen Stockenten und Hochbrutflugenten, einem Dutzend Goldfasanen und zahlreichen weiteren Individuen unterschiedlicher Vogelarten. In diesem Frühwerk hebt Lorenz gegenüber den Graugänsen aber noch nicht deren Individualität hervor, und in Bezug auf das Verhalten ihrer frisch geschlüpften Küken greift Lorenz erklärtermaßen auf eine detaillierte Beschreibung von Oskar Heinroth aus dem Jahr 1911 zurück, der beobachtet hatte:

„Öffnet man den Deckel eines Brutofens, in dem soeben junge Enten die Eier verlassen haben und trocken geworden sind, so drücken sie sich zunächst regungslos, um dann, wenn man sie anfassen will, blitzschnell davonzuschießen. Dabei springen sie häufig auf die Erde und verkriechen sich eilig unter umherstehende Gegenstände, so daß man oft seine liebe Not hat, der kleinen Dinger habhaft zu werden. Ganz anders junge Gänse. Ohne Furcht zu verraten, schauen sie den Menschen ruhig an, haben nichts dagegen, daß man sie anfaßt, und wenn man sich auch nur ganz kurze Zeit mit ihnen beschäftigt, wird man sie so leicht nicht wieder los: sie piepen jämmerlich, wenn man sich entfernt und laufen einem sehr bald getreulich nach. Ich habe es erlebt, daß so ein Ding, wenige Stunden, nachdem ich es dem Brutapparat entnommen hatte, zufrieden war, wenn es sich unter dem Stuhle, auf dem ich saß, niedertun konnte!“

Konrad Lorenz schließt sich 1935 der Beschreibung Heinroths an und interpretiert den Vorgang wie folgt:

„Es wäre falsch, für Arten, die wie die Graugans sehr wenige Zeichen des Elternkumpans angeborenermaßen kennen, die Behauptung aufzustellen, daß sie gar kein angeborenes Schema hätten. Nur ist bei solchen Formen das Schema wegen der geringen Zahl der Zeichen ungeheuer weit. Für die neugeborene Graugans, die noch kein Objekt für ihren Nachfolgetrieb besitzt, kann ja auch nicht irgendein Gegenstand zum Führerkumpan werden, vielmehr muß dieser Gegenstand gewisse Eigenschaften besitzen, die zur Auslösung des Nachfolgens notwendig sind. Vor allem muß er sich bewegen. Leben braucht er nicht gerade, denn es sind Fälle bekannt geworden, wo ganz junge Graugänse sich an Boote anzuschließen versuchten. Auch eine bestimmte Größe des Kumpans ist also offenbar kein ‚Zeichen‘, das im angeborenen Schema enthalten ist.“

Tania Munz weist darauf hin, dass Lorenz auch an anderer Stelle die von ihm beobachteten Tiere nicht als Individuen mit individuellen Besonderheiten beschreibt. Denn „im Mittelpunkt dieser frühen programmatischen Publikationen“ steht Munz zufolge „das Verhalten als Gegenstand seines Entstehens im Verlauf der Stammesgeschichte“.

## „Ma“ und „M“ im Dienste nationalsozialistischen Denkens
In Phase 2 verknüpft Lorenz seine ornithologischen, vergleichenden Beobachtungen an Wildtieren und an ihren domestizierten Verwandten mit Betrachtungen zum Lebensstil des Menschen. Dies geschah, nachdem er am 28. Juni 1938 – wenige Wochen nach dem Anschluss Österreichs an das Deutsche Reich – einen Antrag auf Aufnahme in die NSDAP gestellt und darin hervorgehoben hatte, dass seine wissenschaftliche Tätigkeit „im Dienst nationalsozialistischen Denkens“ stehe. Zu diesem Zeitpunkt bezog sich diese Aussage insbesondere auf sein Forschungsprojekt über „Vergleichende und genetische Untersuchungen instinktmäßig angeborener Bewegungsweisen bei Vögeln, insbesondere von Anatiden“, dessen Finanzierung ihm die Deutsche Forschungsgemeinschaft im Februar 1938 zugesagt hatte. Anfang Juli 1939 hielt Lorenz auf dem 16. Kongress der Deutschen Gesellschaft für Psychologie einen Vortrag über „Ausfallerscheinungen im Instinktverhalten von Haustieren und ihre sozialpsychologische Bedeutung“. Seine Biografen Benedikt Föger und Klaus Taschwer erwähnen, dass der Zoologe Lorenz vor einer großen Anzahl bedeutender deutscher Psychologen „die Übertragbarkeit seiner tierpsychologischen Erkenntnisse auf die Humanpsychologie herauszustreichen und zugleich die politische Relevanz seiner Forschungen unter Beweis zu stellen“ versuchte, indem er u. a. das Verhalten von angeblich überzivilisierten „Großstadtmenschen“, durch die der „Volkskörper“ geschädigt werde, mit Abnormitäten im Verhalten von domestizierten Tieren gleichsetzte:

„Würde ich nicht durch fortlaufendes Abschaffen der überzähligen Hausganskreuzungen eine gewisse Selektion unter meinen Gänsen treiben, so wären binnen kurzem die Reinblüter durch die Raumkonkurrenz der hausblütigen Gänse völlig an die Wand gedrückt. Durchaus Analoges gilt mutatis mutandis auch für die Menschen in der Großstadt. Es ist statistisch festgestellt, daß Menschen mit moralischem Schwachsinn eine durchschnittlich viel höhere Fortpflanzungsquote erreichen als Vollwertige.“

Diesen Negativbeispielen stellte Lorenz sowohl beim Menschen als auch bei den Tieren den gesunden „Wildtyp“ gegenüber, und als Beispiele für „eines der vollwertigsten Gänsepaare“ erwähnte er Martina und Martin, die in der gedruckten Fassung seines Vortrags allerdings als „Ma“ und „M“ abgekürzt wurden. In ähnlicher Weise wurde das Verhalten der Wildgänse 1940 auch in Lorenz’ Fachbeitrag Durch Domestikation verursachte Störungen arteigenen Verhaltens beispielhaft im Sinne der nationalsozialistischen Rassenlehre herausgestellt.

## Martina und Martin als literarische Figuren
Nach vier Jahren Kriegsgefangenschaft kehrte Konrad Lorenz 1948 nach Altenberg in Niederösterreich zurück. 1949 gründete er sein „Institut für vergleichende Verhaltensforschung“, das zur Österreichischen Akademie der Wissenschaften gehörte. Im gleichen Jahr erschien sein Buch Er redete mit dem Vieh, den Vögeln und den Fischen – ein erfolgreicher Sammelband mit zwölf Essays, geplant als Geldquelle, um seine Forschungspläne zu finanzieren. Dieses Buch – in englischer Übersetzung nach einem der darin enthaltenen Kapitel als King Solomon's Ring benannt – verpasste 2006 nur knapp die Wahl zum „besten populären Wissenschaftsbuch aller Zeiten“ durch die Royal Institution of Great Britain und wurde u. a. auch ins Französische, Spanische, Dänische, Ungarische, Serbische, Chinesische, Japanische und in Afrikaans übersetzt. Eine Neuauflage in deutscher Sprache erschien zuletzt 2018, Kapitel 7 ist – wie in den zahlreichen früheren Auflagen – dem „Gänsekind Martina“ gewidmet.
Im Unterschied zu seinen Schilderungen von Martinas Verhalten in der Zeit des Nationalsozialismus wurde Lorenz’ Graugans ab 1949 einer großen Leserschaft jenseits der verhaltensbiologischen und humanpsychologischen Experten bekannt. In diesem Essay, der von Tania Munz in Phase 3 seiner Darstellungen vom Umgang mit Wildgänsen eingeordnet wurde, werden entscheidende Momente im Leben der Gans – wie beispielsweise die Prägung auf Lorenz – erstmals mit literarischen Stilmitteln und Anthropomorphismen beschrieben, die „stark an zwischenmenschliche Beziehungen“ erinnern und nicht nur Martina als quasi-handelnde Person in Erscheinung treten lassen; Lorenz übernimmt die Rolle des Chronisten, lässt aber – wie auch in späteren Publikationen – sein bereits vorhandenes Wissen um das Phänomen der Prägung unerwähnt:

„Als mein Küken ‚fertig war‘, waren eben unter der Hausgans drei weitere geschlüpft. Ich trug mein Kind in den Garten, wo die dicke Weiße in der Hundehütte saß, aus der sie den rechtmäßigen Besitzer, Wolfi den Ersten, rücksichtslos vertrieben hatte. Ich steckte mein Gänsekind tief unter den weichen warmen Bauch der Alten und war überzeugt, das Meinige getan zu haben. Aber da blieb wohl noch viel zu lernen. Es dauerte ein paar Minuten, während deren ich in beglückter Meditation vor dem Gänsenest sitzen blieb, da ertönte unter der Weißen hervor, wie fragend, ein leises Wispern: Wiwiwiwiwi? […] Es hätte einen Stein rühren können, wie das arme Kind mit überschnappendem Stimmchen weinend hinter mir herkam.“

Ähnlich anschaulich bringt Lorenz den Lesern auch den Ganter Martin dank eines speziellen Merkmals als Individuum nahe, anlässlich eines Spaziergangs „an einem trüben Vorfrühlingstage“ entlang der Donau, als Lorenz am Himmel eine kleine Schar Wildgänse entdeckt, wobei ihm auffällt, dass der Gans, die als zweite im linken Teil der dreieckigen Phalanx fliegt, an einem Flügel eine große Feder fehlt:

„Die zweite Gans also im linken Flügel des Dreiecks ist der Gänserich Martin. Er hat sich zuzeiten mit meiner zahmen Zimmergans Martina verlobt und ist daher nach ihr getauft worden (vorher war er bloß eine Nummer, weil nur die von mir selbst aufgezogenen Gänse Namen erhielten). Bei Graugänsen begleitet nun der junge Verlobte seine Braut buchstäblich auf Schritt und Tritt. Da aber Martina sich völlig frei und furchtlos in allen Räumen unseres Hauses bewegte, ohne nach den Bedenken des im Freien aufgewachsenen Bräutigams zu fragen, war dieser genötigt, sich in die ihm unbekannten Räume zu wagen. […] Da fällt plötzlich hinter ihm krachend die Tür zu. Jetzt noch standhaft zu bleiben war selbst einem Gänsehelden nicht zuzumuten. Er flog auf und kerzengerade in den Glaslüster. Der büßte mehrere Anhängsel ein. Ritter Martin aber eine Handschwinge.“

1949 schloss Lorenz seinen Essay über seine von Hand aufgezogene Graugans mit den optimistischen Worten:

„Wie wundervoll ist der Augenblick, wenn die neue Harmonie des erwachsenen Vogels erreicht ist, wenn die Schwingen erstarkt und imstande sind, sich zum ersten Flug zu entfalten.“

1988 hingegen, in seinem letzten Buch Hier bin ich – wo bist du? Ethologie der Graugans, kommen erstmals auch die Schattenseiten der Aufzucht von Vögeln zur Sprache, die auf den Menschen geprägt wurden. Tania Munz rechnet das Buch daher der Phase 4 zu. In dessen erstem Kapitel, das allein Martina und Martin gewidmet ist, berichtet Lorenz erneut darüber, wie der Ganter eine Handschwinge verlor. Diesmal aber wird er im Inneren des Hauses nicht als „Ritter“, sondern nur als „vor Angst zitternd“ beschrieben, und das Kapitel schließt unmittelbar nach dem Schildern dieser Anekdote selbstkritisch wie folgt:

„Leider verschwanden Martina und Martin kurze Zeit darauf. Entweder hatten sie in unserem allzu stark bevölkerten Garten keinen geeigneten Nistplatz gefunden, oder, was mir heute wahrscheinlicher erscheint, sie entzogen sich durch Flucht dem Streß, dem sie ständig ausgesetzt waren.“

Noch deutlicher verändert ist Lorenz’ Blick auf Martina im ersten Absatz des Kapitels, wo er, mehr als 50 Jahre nach den geschilderten Ereignissen, unumwunden einräumt:

„Aufgrund unseres heutigen Wissensstandes entspricht ihre Lebensgeschichte ganz und gar nicht der einer ‚normalen‘ Graugans, da sie von Anfang an nicht artgerecht und unter vielfachem Streß aufgezogen wurde.“

Diese offen ausgesprochene Distanzierung von der wissenschaftlichen Relevanz früherer Fachaufsätze über das Verhalten seiner von Hand aufgezogenen Vögel hat zur Folge, dass Lorenz nunmehr – 1988 – über sein bekanntestes Tier nur noch von „Zufallsbeobachtungen an Martina“ berichten mag, das heißt von Beobachtungen, die als wissenschaftlich wenig bedeutsam gelten. Die Historikerin Tania Munz vermutet, Lorenz’ Selbstkritik sei eine Folge davon, dass sich die Forschungsmethoden der Verhaltensbiologie zwischen den 1930er- und 1980er-Jahren gewandelt hatten: Statt die angeborenen Instinkte bei einzeln gehaltenen Tieren zu erkunden, sei es üblich geworden, in verhaltensökologischen Langzeitstudien die Interaktion zwischen ungestört, frei lebenden Artgenossen und ihrer Umwelt zu erforschen: Lorenz’ frühere ethologische Methodik gelte daher heute als „wunderlich und veraltet“ („quaint and out-of-date“).

## Belege
1. ↑  Konrad Lorenz: Über Ausfallerscheinungen im Instinktverhalten von Haustieren und ihre sozialpsychologische Bedeutung. In: Otto Klemm (Hrsg.): Charakter und Erziehung. Bericht über den 16. Kongreß der Deutschen Gesellschaft für Psychologie in Bayreuth vom 2.–4. Juli 1939. Leipzig 1939, S. 139–147.
2. ↑  Konrad Lorenz: Hier bin ich – wo bist du? Ethologie der Graugans. Piper, München und Zürich 1988, ISBN 978-3-492-11358-8.
3. ↑  Konrad Lorenz: Das Gänsekind Martina. In: ders.: Er redete mit dem Vieh, den Vögeln und den Fischen. Taschenbuchausgabe. dtv, München 1964, S. 84–95.
4. ↑  Volker Schmidt: Konrad Lorenz: Irrwege eines Küken-Vaters. (Memento vom 2. März 2014 im Internet Archive) Erschienen auf zeit.de am 27. Februar 2014.
5. ↑  Die vielen Martinas des Konrad Lorenz. Der Verhaltensforscher hat die Geschichte seiner Lieblingswildgans immer wieder umgeschrieben und angepasst. Auf: derstandard.at vom 8. November 2011.
6. ↑  Kurt-Jürgen Voigt: Nobelpreis für Konrad Lorenz: Gans groß gefeiert. Auf: spiegel.de vom 4. Oktober 2010.
7. ↑  The Nobel Prize in Physiology or Medicine 1973: Konrad Lorenz – Facts. Auf: nobelprize.org, zuletzt abgerufen am 15. April 2022.
8. ↑  Klaus Taschwer und Benedikt Föger: Konrad Lorenz. Biographie. Zsolnay, Wien 2003, S. 30–31, ISBN 978-3-552-05282-6.
9. ↑  Konrad Lorenz, Hier bin ich – wo bist du? Ethologie der Graugans, S. 18.
10. ↑  Konrad Lorenz, Hier bin ich – wo bist du? Ethologie der Graugans, S. 29.
11. ↑  Konrad Lorenz: Der Kumpan in der Umwelt des Vogels. Der Artgenosse als auslösendes Moment sozialer Verhaltungsweisen. In: Journal für Ornithologie. Band 83, Nr. 2 und 3, 1935, S. 137–215 und S. 289–413, doi:10.1007/BF01905355.
 Nachdruck in: Konrad Lorenz: Über tierisches und menschliches Verhalten. Aus dem Werdegang der Verhaltenslehre. Gesammelte Abhandlungen aus den Jahren 1931–1963. Band I. Piper, München und Zürich 1965, S. 115–282, Volltext (PDF).
12. ↑  Konrad Lorenz: Das Gänsekind Martina, S. 85.
13. ↑  Konrad Lorenz: Das Gänsekind Martina, S. 87.
14. ↑  Konrad Lorenz, Hier bin ich – wo bist du? Ethologie der Graugans, S. 29.
15. ↑  Oskar Heinroth: Beiträge zur Biologie, namentlich Ethologie und Psychologie der Anatiden. In: Verhandlungen des V. Internationalen Ornithologen-Kongresses in Berlin, 30. Mai bis 4. Juni 1910. Deutsche Ornithologische Gesellschaft, Berlin 1911, S. 589–702, Volltext.
16. ↑   Konrad Lorenz, Hier bin ich – wo bist du? Ethologie der Graugans, S. 30–32.
17. ↑   Konrad Lorenz, Hier bin ich – wo bist du? Ethologie der Graugans, S. 41.
18. ↑  Konrad Lorenz: Dumme Gans. In: Neues Wiener Tagblatt vom 8. Dezember 1937.
19. ↑  Tania Munz: „My Goose Child Martina“: The Multiple Uses of Geese in the Writings of Konrad Lorenz. In: Historical Studies in the Natural Sciences. Band 41, Nr. 4, 2011, S. 405–446 [hier: S. 405], doi:10.1525/hsns.2011.41.4.405.
20. ↑  Konrad Lorenz, Der Kumpan in der Umwelt des Vogels, S. 128.
21. ↑   Oskar Heinroth, Beiträge zur Biologie, namentlich Ethologie und Psychologie der Anatiden, S. 633.
22. ↑  Konrad Lorenz, Der Kumpan in der Umwelt des Vogels, S. 151.
23. ↑  Tania Munz, „My Goose Child Martina“, S. 418.
24. ↑  Leopoldina: Curriculum Vitae Prof. Dr. Konrad Zacharias Lorenz. Auf: leopoldina.org, zuletzt abgerufen am 15. April 2022.
25. ↑  Benedikt Föger und Klaus Taschwer: Die andere Seite des Spiegels. Konrad Lorenz und der Nationalsozialismus. Czernin, Wien 2001, S. 74 und 78, ISBN 978-3-7076-0124-4.
26. ↑  Benedikt Föger und Klaus Taschwer, Die andere Seite des Spiegels, S. 100.
27. ↑  Konrad Lorenz: Über Ausfallerscheinungen im Instinktverhalten von Haustieren und ihre sozialpsychologische Bedeutung. In: Otto Klemm (Hrsg.): Charakter und Erziehung. Bericht über den 16. Kongreß der Deutschen Gesellschaft für Psychologie in Bayreuth vom 2.–4. Juli 1939. Johann Ambrosius Barth Verlag, Leipzig 1939, S. 139–147 [hier: S. 146–147.]
28. ↑  Konrad Lorenz: Durch Domestikation verursachte Störungen arteigenen Verhaltens. In: Zeitschrift für angewandte Psychologie und Charakterkunde. Band 59, Nr. 1–2, 1940, S. 2–81.
29. ↑  The Guardian: Levi's memoir beats Darwin to win science book title.
30. ↑  Tania Munz, „My Goose Child Martina“, S. 430–431.
31. ↑  Konrad Lorenz: Er redete mit dem Vieh, den Vögeln und den Fischen. dtv, München 2018, ISBN 978-3-423-28165-2.
32. ↑  Tania Munz, „My Goose Child Martina“, S. 432.
33. ↑  Konrad Lorenz, Das Gänsekind Martina, S. 87.
34. ↑  Konrad Lorenz, Das Gänsekind Martina, S. 17.
35. ↑  Konrad Lorenz, Hier bin ich – wo bist du? Ethologie der Graugans, S. 41.
36. ↑  Konrad Lorenz, Hier bin ich – wo bist du? Ethologie der Graugans, S. 29.
37. ↑  Tania Munz, „My Goose Child Martina“, S. 444.